# گاردنیا
گاردنیا (نام علمی: Gardenia jasminoides) یک گیاه گُل‌دار همیشه‌سبز از تیرهٔ روناسیان است.  این گیاه بومی بخش هایی از جنوب شرق آسیا است. ارتفاع این گیاه به‌صورت وحشی از 30 سانتی متر تا 3 متر (حدود 1 تا 10 فوت) متغیر است. این گیاه شاخه های بسیار متراکم با برگ های متقابل دارد که نیزه‌ای- مستطیل، چرمی یا به‌صورت گروهی روی یک گره و با سطح سبز تیره، براق و کمی مومی‌شکل و رگبرگ های برجسته جمع شده‌اند.
گاردنیا با برگ‌های سبز براق و گل‌های تابستانی سفید بسیار معطر، به‌طور گسترده در باغ‌های مناطق معتدل و نیمه‌گرمسیری استفاده می‌شود. همچنین به‌عنوان گیاه آپارتمانی استفاده می شود. این گیاه دست‌کم هزار سال است که در چین کشت می شود و در اواسط سده ی 18 به باغ‌های انگلیسی معرفی شد. واریته‌های زیادی از آن نیز برای باغبانی پرورش داده شده اند.
گل‌های این گیاه خوشبو است و در ایران به «مُشکیجه» معروف است. مشکیجه در لغت به معنای چون مشک است و اشاره به خوشبویی و عطر این گل دارد.
این گیاه توسط کارل لینه و جان الیس به‌عنوان یادبود از دکتر الکساندر گاردن (۱۷۳۰–۱۷۹۱)، طبیعت‌شناس زادهٔ اسکاتلند- اهل آمریکا به این نام نام‌گذاری شد.
مطالعات نشان می‌دهد نگهداری یک گلدان گاردنیا در اتاق خواب، کیفیت بهتر خواب را به دنبال دارد و حتی تاثیر آن با قرص والیوم در کاهش استرس و خواب‌آوری برابری می‌کند.

## توصیف

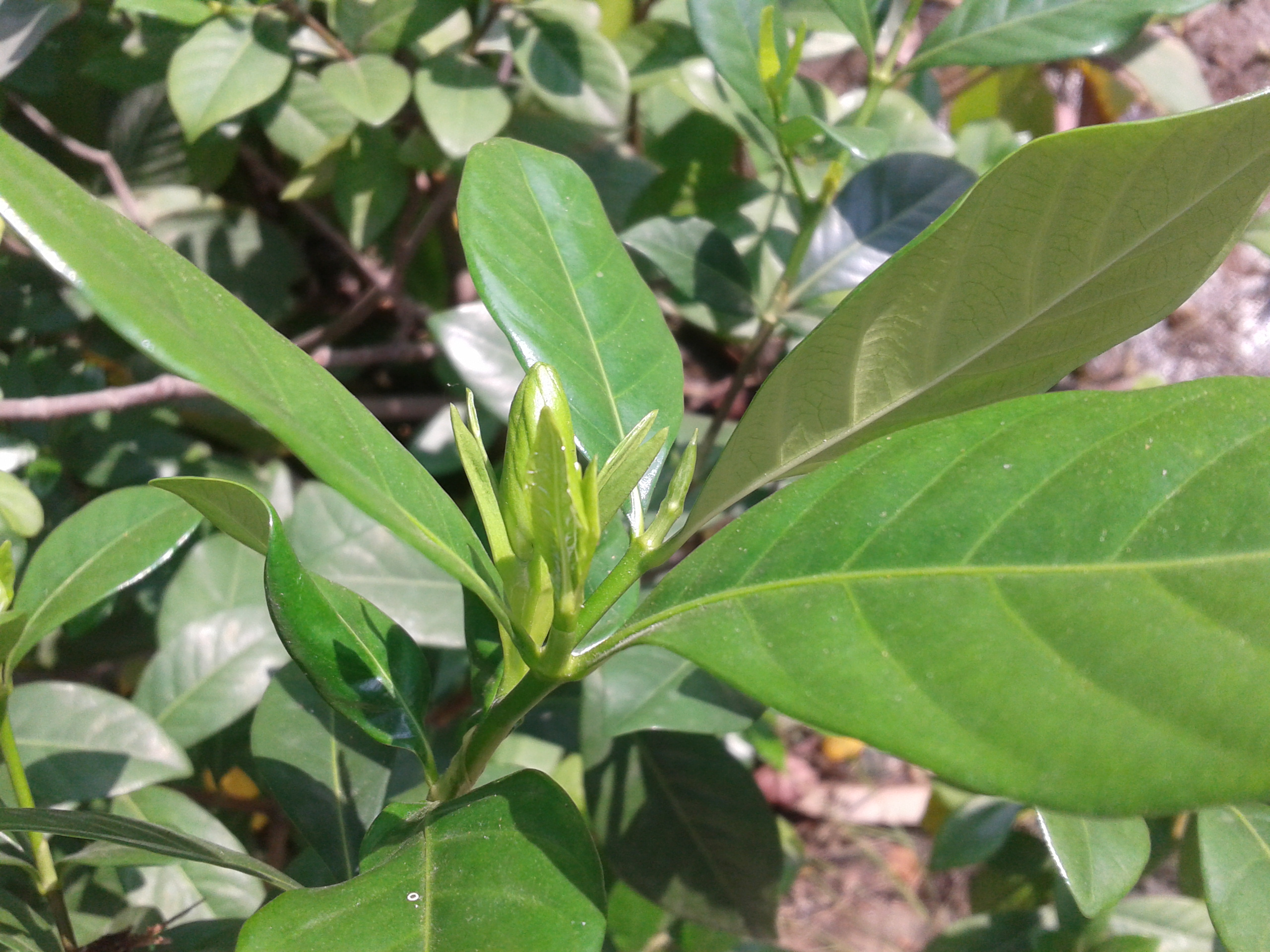
برگ‌های گاردنیا

گاردنیا درخچه‌ای همیشه‌سبز است که به ارتفاع ۱–۱٫۵ متر رشد می‌کند. برگ‌های دوتایی مقابل هم یا سه‌تایی یا چهارتایی گرداگرد هم، دارد. طول هر برگ ۵ تا ۵۰ سانتی‌متر و عرض آن ۳ تا ۳۵ سانتی‌متر، به رنگ سبز تیره و براق است و بافتی چرمی دارد.
گل‌ها به‌صورت تکی یا دسته‌های کوچک، سفید یا زرد کمرنگ به شکل لوله‌ای با ۵ تا ۱۲ عدد گلبرگ به قطر ۵ تا ۱۲ سانتی‌متر دارد. زمان گل‌دهی گیاه از اواسط بهار تا اواسط تابستان است.